# Condado de Castel Blanco

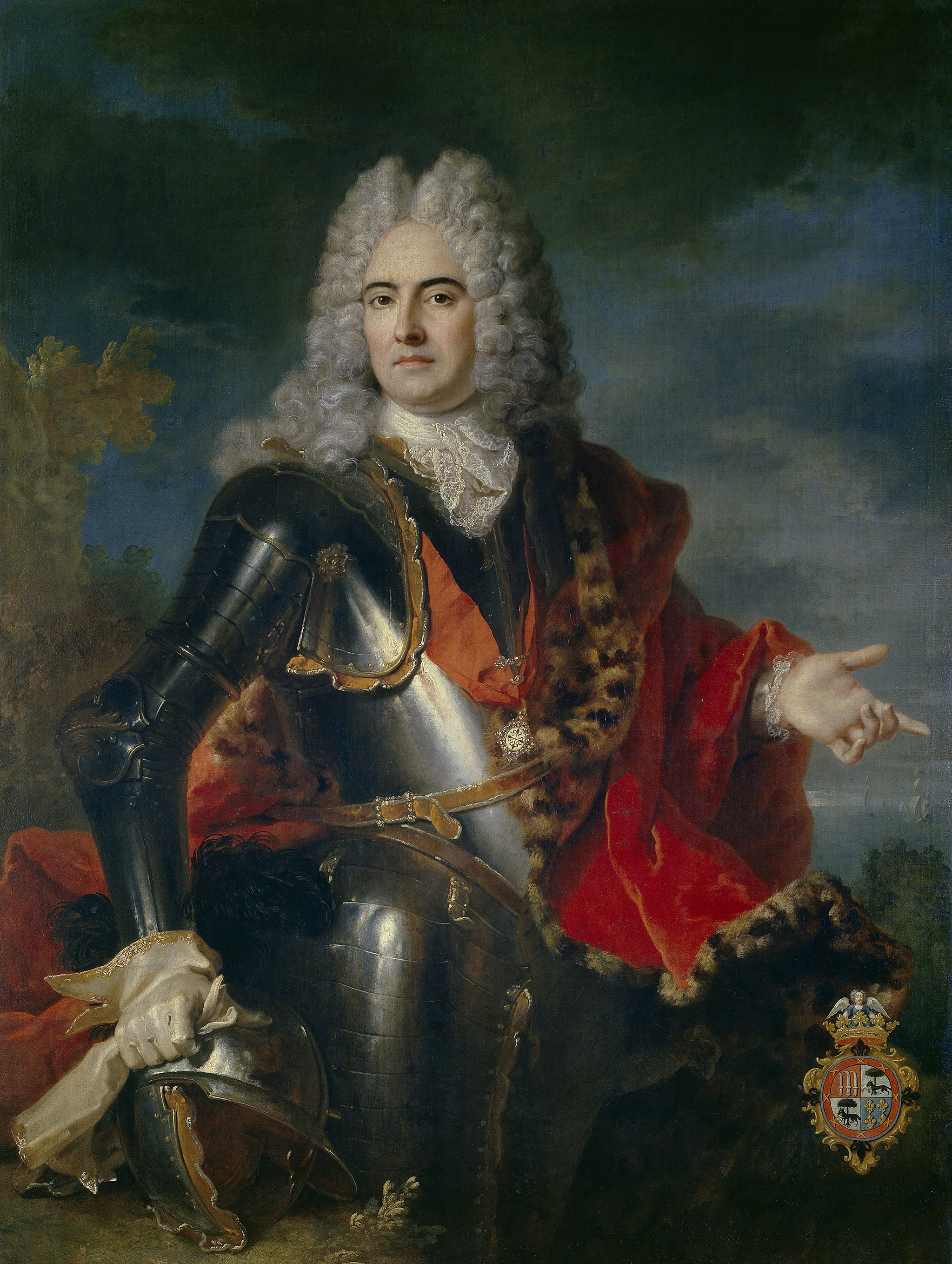
Retrato de Juan José de Rozas y Meléndez de la Cueva, I conde de Castel Blanco. Obra de Jean-Baptiste Oudry, Museo del Prado

El Condado de Castel Blanco es un título nobiliario español, creado por Real Decreto del rey Felipe V el 6 de mayo de 1706 a favor de Tomás Casimiro de Rozas y Meléndez de la Cueva Fernández de Santayana y de Gama, aunque el Real Despacho fue extendido el 12 de noviembre de 1709 a su hermano Juan José, gobernador, capitán general y presidente de la Real Audiencia de Guatemala. 
Históricamente se ha nombrado a Tomás Casimiro como primer conde, pero legal y oficialmente el primer conde fue su hermano Juan José de Rozas y Meléndez de la Cueva Fernández de Santayana y de Gama.
El título de Conde de Castel Blanco, fue rehabilitado por el rey Alfonso XIII en 1910 a favor de José de Gálvez-Cañero y de Alzola, que devino así en el noveno conde de Castel Blanco.

## Condes de Castel Blanco
|                                 | Titular                                                                         | Periodo               |
| Creación por Felipe V           | Creación por Felipe V                                                           | Creación por Felipe V |
| ------------------------------- | ------------------------------------------------------------------------------- | --------------------- |
| "I"                             | Tomás Casimiro de Rozas y Meléndez de la Cueva Fernández de Santayana y de Gama | 1706-1709             |
| I                               | Juan José de Rozas y Meléndez de la Cueva Fernández de Santayana y de Gama      | 1709-1722             |
| II                              | Juan José de Rozas y Drummond de Melfort                                        | 1722-                 |
| III                             | Josefa de Rozas y Drummond de Melfort                                           |                       |
| .                               | .                                                                               |                       |
| .                               | José de Villalpando y Ric                                                       |                       |
| .                               | Mariano de Villalpando y San Juan                                               |                       |
| .                               | .                                                                               |                       |
| Rehabilitación por Alfonso XIII |                                                                                 |                       |
| IX                              | José de Gálvez-Cañero y de Alzola                                               | 1910-1921             |
| X                               | José de Gálvez-Cañero y Garín                                                   | 1921-1946             |
| XI                              | María de la Gloria Moreno y Gálvez-Cañero                                       | 1953-                 |
| XII                             | Antonio Sacristán y Moreno                                                      | 1992--actual titular  |

## Historia de los Condes de Castel Blanco
- Juan José de Rozas y Meléndez de la Cueva Fernández de Santayana y de la Gama, también nombrado como José de Rozas y Meléndez de la Cueva (1665-1722), I conde de Castel Blanco, "I duque de San Andrés".

1. Casó con Magdalena de Irrutia, con la cual no tuvo descendencia.
2. Casó con María Drummond de Melfort y Wallace. Sus hijos no llegaron a la edad adulta.
3. Francisca Drummond de Melfort y Wallace, Dama de honor de los Reyes de España, hermana de su anterior esposa.

De su tercer matrimonio con Francisca Drummond de Melfort y Wallace tuvo tres hijos, Juan José, Josefa y María Benita. Le sucedió su hijo:
- Juan José de Rozas y Drummond de Melfort, II conde de Castel Blanco. Le sucedió su hermana:

- Josefa de Rozas y Drummond de Melfort, III condesa de Castel Blanco.

- José de Villalpando y Ric, conde de Castel Blanco, conde de Torres Secas. Le sucedió su hijo:

- Mariano de Villalpando y San Juan, V conde de Castel Blanco, conde de Torres Secas. También fue marqués de la Compuerta por herencia de su hermano Manuel de Villalpando y San Juan.

El marquesado de la Compuerta había sido creado por el rey Felipe V el 5/24 de diciembre de 1726, confirmado el 21 de julio de 1727 a favor de José Rodrigo y Alós. El 5 de junio de 1840, este marquesado fue comprado, previa autorización real, por Francisco de Narváez y Borghese (1793-1865), con autorización a cambiar la denominación por la de conde de Yumuri el 12 de julio de 1847. Actualmente ambos títulos están caducados.
Rehabilitado por Alfonso XIII para:
- José de Gálvez-Cañero y de Alzola, IX conde de Castel Blanco.

1. Casó con María del Carmen Garín y Tena. Le sucedió su hijo:

- José de Gálvez-Cañero y Garín (fallecido en 1946), X conde de Castel Blanco. Le sucedió, de su hermana María del Carmen Gálvez-Cañero y Garín que había casado con Alberto Moreno Abella, la hija de ambos, por tanto su sobrina:

- María de la Gloria Moreno y Gálvez-Cañero, XI condesa de Castel Blanco.

1. Casó con Antonio Sacristán Martín. Le sucedió su hijo:

- Antonio Sacristán y Moreno, XII conde de Castel Blanco, conde de Torres Secas.

1. Casó con Lucía Ilduara Espinosa-Borrego.